# The Geisha Boy
The Geisha Boy é um filme de comédia de 1958, dirigido por Frank Tashlin e produzido e protagonizado por Jerry Lewis.

## Sinopse
O Grande Wooley (Jerry Lewis), é um mágico que é contratado para animar os soldados no Japão. Em sua chegada, ele causa uma série de frustrações à comandante, a atriz Lola Livingston (Marie McDonald), a derrubando da escada do avião e a rolando no tapete vermelho. Um órfão, Mitsuo Watanabe (Robert Hirano), vendo esse incidente, ri pela primeira vez desde a morte de seu pai. Quando sua tia Kimi Sikita (Nobu McCarthy) leva o garoto até Wooley para agradece-lo, ele e o garoto se tornam amigos, fato que acaba enfurecendo o namorado da tia, um jogador japônes de baseball, como também uma aeromoça (Suzanne Pleshette), que gosta do Wooley.
Wooley continua com suas apresentações para um grande público no Japão, e não querendo que o garoto descubra que ele não é tão famoso nos EUA, ele tenta se afastar do garoto sem ele saber quando chegar o dia de voltar para lá. No dia da partida, o garoto o segue, e Wooley finge que o ignora, fazendo o garoto chorar. Mesmo assim, o garoto entra no avião escondido e viaja até os EUA. Na chegada, Wooley descobre que o garoto veio junto e então, os dois se reúnem de novo. Já Wooley, finalmente acaba sendo reconhecido fazendo muito sucesso.

## Elenco
- Jerry Lewis - Gilbert Wooley
- Marie McDonald - Lola Livingston
- Sessue Hayakawa - Sr. Sikita
- Barton MacLane - Major Ridgley
- Suzanne Pleshette - Sargento Pearson
- Nobu McCarthy - Kimi Sikita
- Robert Hirano - Mitsuo Watanabe
- Ryuzo Demura - Ichiyama
- The Los Angeles Dodgers
- Harry - O coelho